# Ткачик озерний
Тка́чик озерний (Ploceus taeniopterus) — вид горобцеподібних птахів ткачикових (Ploceidae). Мешкає в Східній Африці.

## Опис

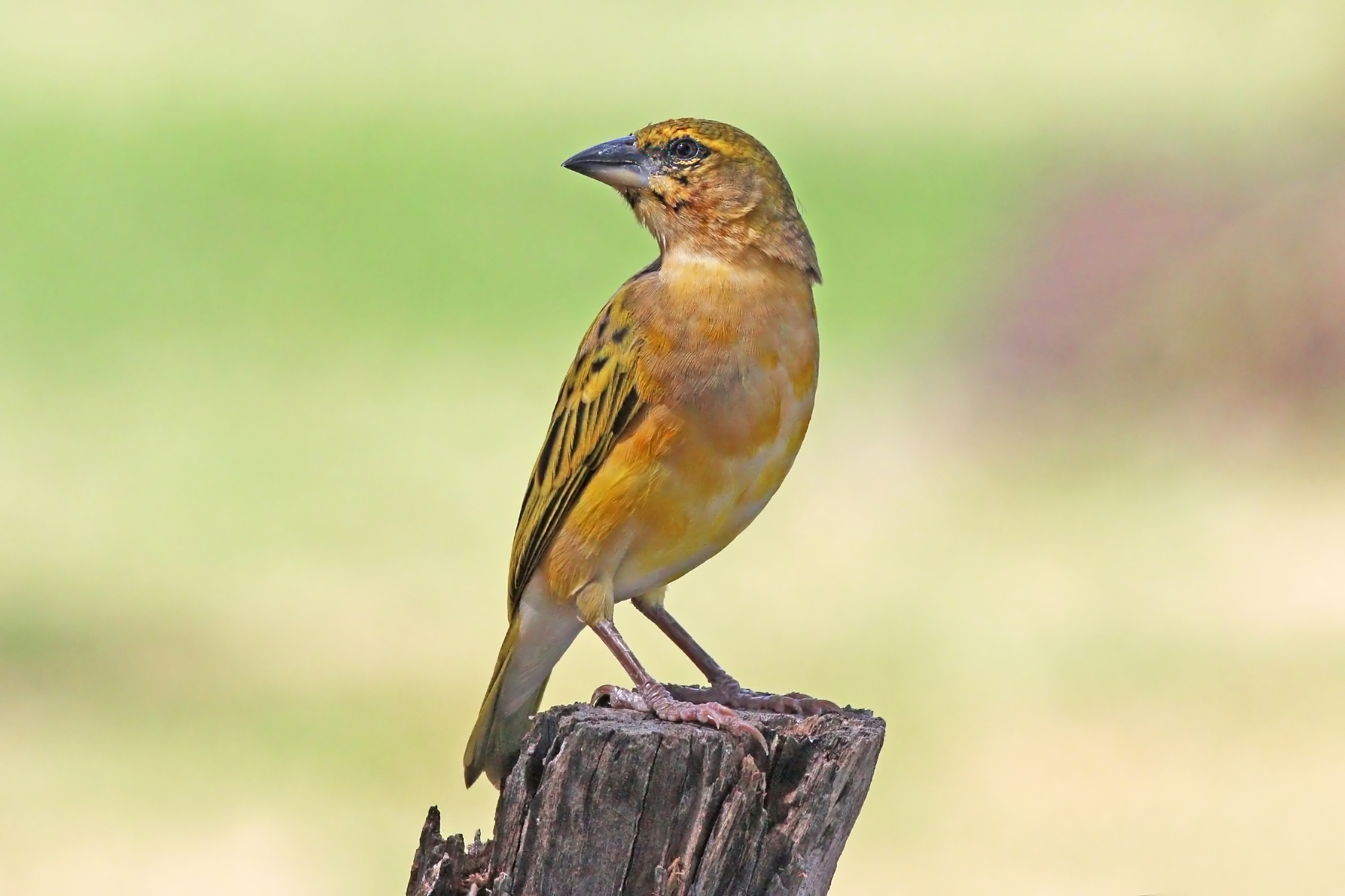
Самець озерного ткачика під час негніздового періоду

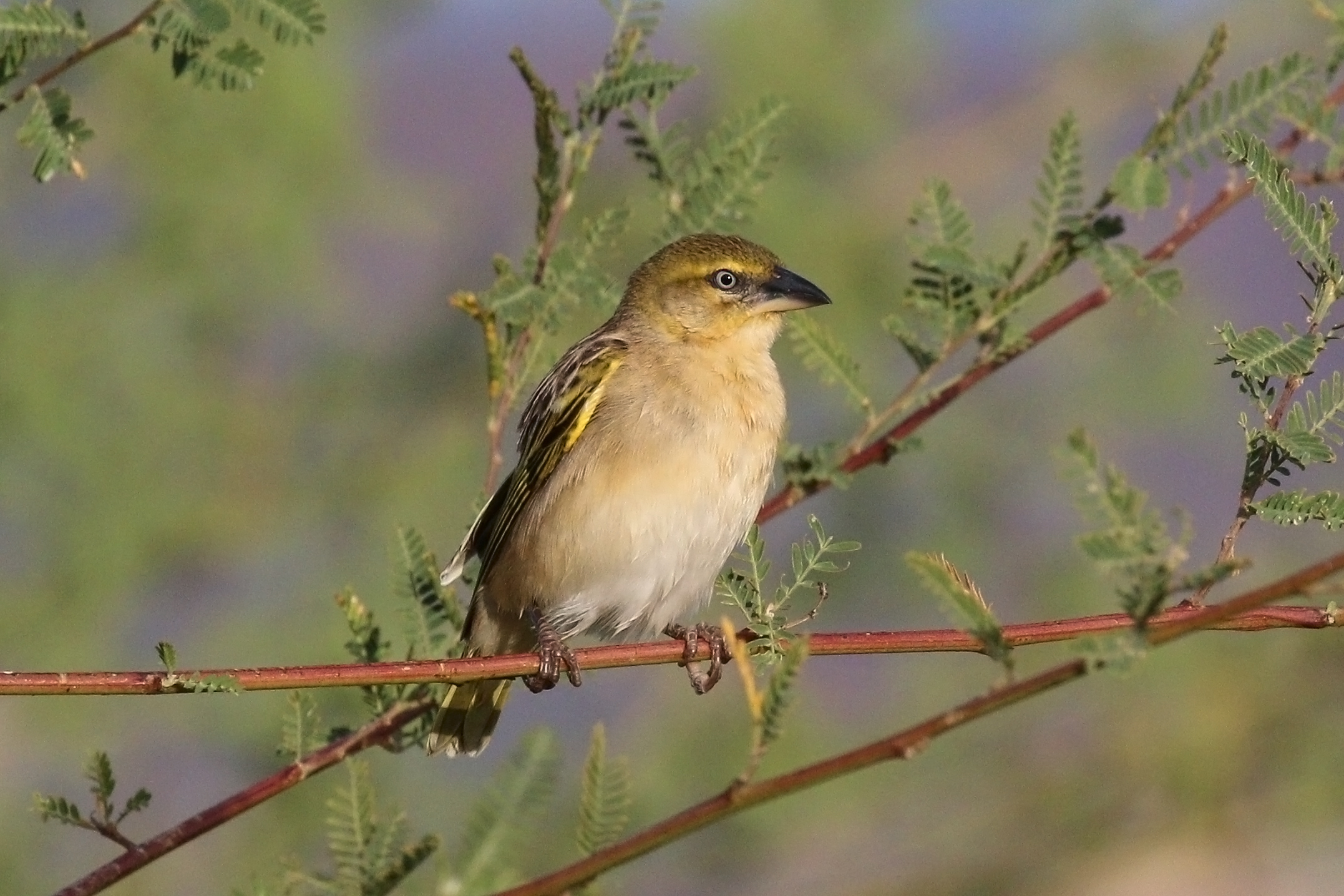
Молодий озерний ткачик

Довжина птаха становить 13 см, вага 20-27 г. У самців під час сезону розмноження верхня частина тіла жовтувато-оливкова, крила і хвіст коричнюваті, нижня частина тіла жовта. На обличчі чорна "маска", лоб темно-бордовий, очі чорні. У самиць і самців під час негніздового періоду очі темні, обличчя жовтувате, груди охристі. У молодих птахів очі світлі.

## Підвиди
Виділяють два підвиди:
- P. t. furensis Lynes, 1923 — західний Судан (Дарфур);
- P. t. taeniopterus (Reichenbach, 1863) — Судан (зокрема в долині Білого Нілу на південь від Хартуму), Південний Судан, південно-західна Ефіопія, північний схід ДР Конго (верхня течія річки Уеле), західна Кенія (озера Барінго і Богорія[en]).

## Поширення і екологія
Озерні ткачики мешкають в Судані, Південному Судані, Ефіопії, Демократичній Республіці Конго і Кенії. Вони живуть на луках, болотах і саванах, поблизу річок і озер. Живляться переважно насінням, а також комахами. Сезон розмноження триває з серпня по жовтень в Судані, з липня по листопад в ДР Конго та з травня по вересень в Кенії. Озерні ткачики є полігамними, на одного самця припадає кілька самиць. Гніздяться колоніями. В кладці 2-3 зеленуватих або коричнюватих яйця.